# آنجلو واسالو
آنجلو واسالو (ایتالیایی: Angelo Vassallo) بازیکن واترپلو اهل ایتالیا بود. وی در بازی‌های المپیک تابستانی ۱۹۲۰ شرکت کرده‌است.